# Ensenada Britten
La ensenada Britten es una ensenada cubierta de hielo y la única de la península Monteverdi que penetra por el lado suroeste de la península, al sur de la isla Alejandro I, en la Antártida. La ensenada fue delineada a partir de imágenes Landsat estadounidenses de enero de 1973. En asociación con los nombres de compositores agrupados en esta zona, fue bautizada por el Comité de Topónimos Antárticos del Reino Unido en 1977 con el nombre del compositor británico Benjamin Britten.